# 305 p.n.e.
| [ Edytuj tabelę ] | |
| Władca Chin       | - 315 p.n.e. Nanwang 256 p.n.e.                                                                            |
| Władca Egiptu     | - 323 p.n.e. Ptolemeusz I Soter 282 p.n.e.                                                                 |
| Król Epiru        | - 307 p.n.e. Pyrrus 302 p.n.e.                                                                             |
| Tyran Heraklei    | - 337 p.n.e. Dionizjusz Dobry 305 p.n.e. - 305 p.n.e. Amastris 301 p.n.e.                                  |
| Król Ilirii       | - 335 p.n.e. Bardylis II 295 p.n.e.                                                                        |
| Król Magadhy      | - 321 p.n.e. Ćandragupta Maurja 300 p.n.e.                                                                 |
| Król Macedonii    | - 306 p.n.e. Antygon I Jednooki 301 p.n.e. - 306 p.n.e. Kassander 297 p.n.e.                               |
| Władca Seleucydów | - 312 p.n.e. Seleukos I Nikator 281 p.n.e.                                                                 |
| Król Sparty       | - 309 p.n.e. Arajos I 265 p.n.e. - 331 p.n.e. Eudamidas I 305 p.n.e. - 305 p.n.e. Archidamos IV 275 p.n.e. |
| Król Syngalezów   | - 307 p.n.e. Devanampiya Tissa 267 p.n.e.                                                                  |
| Tyran Syrakuz     | - 317 p.n.e. Agatokles 289 p.n.e.                                                                          |
| Król Tracji       | - 330 p.n.e. Seutes III 300 p.n.e.                                                                         |

Rok 305 p.n.e.
stulecia: V wiek p.n.e. ~
IV wiek p.n.e. ~
III wiek p.n.e.

lata: 315 p.n.e. «
309 p.n.e. «
308 p.n.e. «
307 p.n.e. «
306 p.n.e. «
305 p.n.e. »
304 p.n.e. »
303 p.n.e. »
302 p.n.e. »
301 p.n.e. »
295 p.n.e.

## Wydarzenia
- Afryka
  - początek królestwa Ptolemeuszy w Egipcie (Ptolemeusz I Soter)
  - początek mennictwa egipskiego
- Azja
  - na Bliskim Wschodzie powstało imperium Seleucydów
  - Seleukos I przegrał wojnę z władcą Indii Ćandraguptą i utracił obszary dzisiejszego Afganistanu
- Europa
  - Kassander został królem Macedonii
  - Demetrios Poliorketes rozpoczął oblężenie Rodos
  - mieszkańcy Rodos nadali Ptolemeuszowi I przydomek Soter (Zbawca)

## Urodzili się
- Kallimach z Cyreny, poeta grecki (data sporna lub przybliżona)
- Zou Yan, chiński filozof (240 p.n.e.)